# سكوت لويس
سكوت لويس (بالإنجليزية: Scott Lewis)‏ هو لاعب كرة قاعدة أمريكي، ولد في 26 سبتمبر 1983 في ويست كوفينا في الولايات المتحدة.

## وصلات خارجية
- سكوت لويس على موقع دوري كرة القاعدة الرئيسي (الإنجليزية)
- سكوت لويس على موقعبيزبول رفرنس.كوم (الدوري الرئيسي) (الإنجليزية)
- سكوت لويس على موقعبيزبول رفرنس.كوم (الدوري الثانوي) (الإنجليزية)
- سكوت لويس على موقع إي إس بي إن.كوم (أم.أل.بي) (الإنجليزية)
- سكوت لويس على موقع مشجعي الرسوم البيانية (الإنجليزية)